# Antonio Olmo
Antonio Olmo Menacho (El Cuervo, 19 augustus 1982) is een Spaans voormalig wielrenner.

## Belangrijkste overwinningen
2008
- Volta de Castello
- Eindklassement Copa de España
- 2e etappe Ronde van Tenerife
- 4e etappe Ronde van Tenerife
- Eindklassement Ronde van Tenerife

2010
- 4e etappe Volta a Galicia

2011
- Eindklassement Vuelta a Zamora